# Lisovčíci

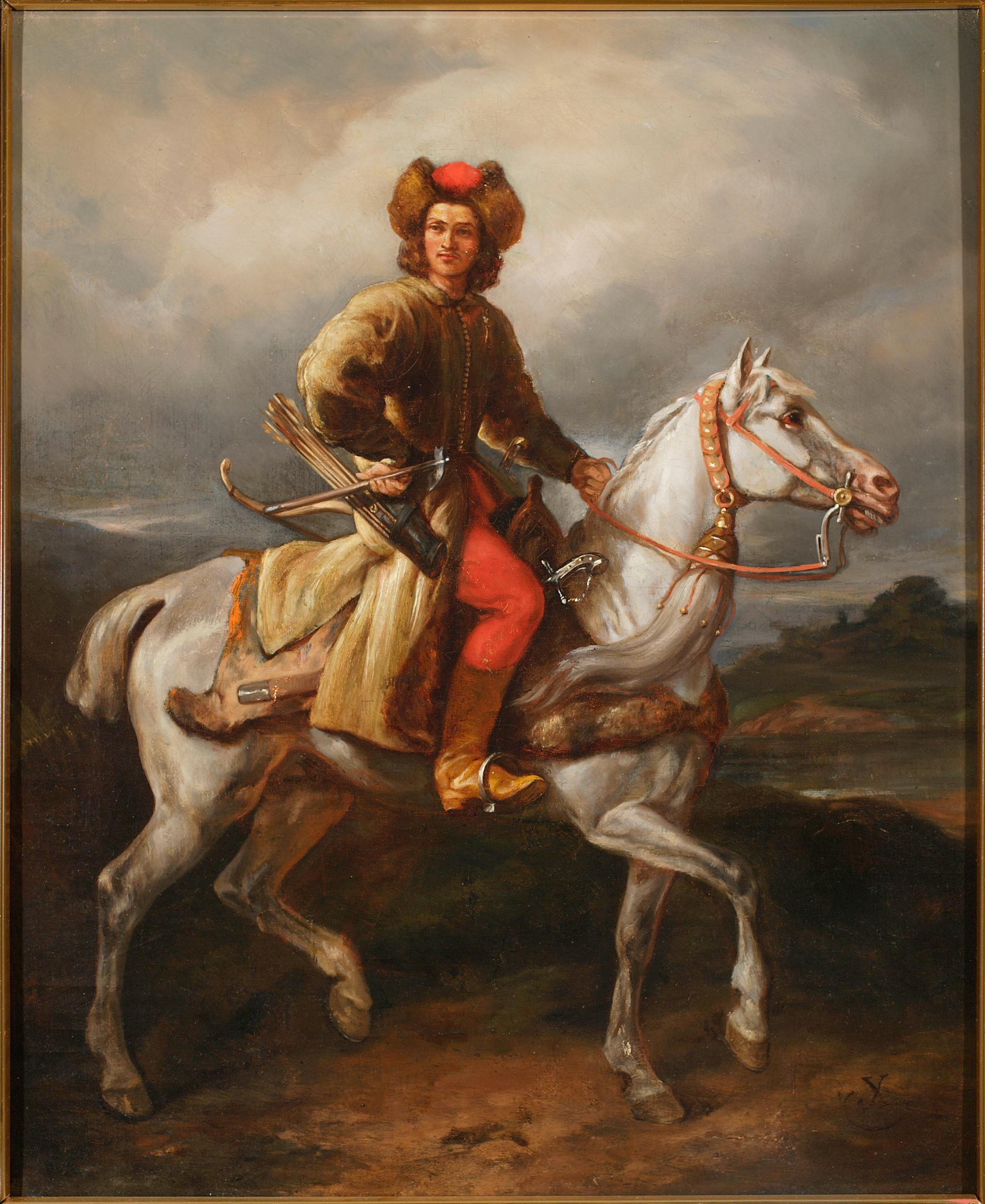
Lisovčík na bělouši od Juliusze Kossaka

Lisovčíci, přezdívaní také Straceńcy (volně lze přeložit jako „Sebevražedný předvoj“) nebo chorągiew elearska („Korouhev harcovníků“) byly žoldnéřské oddíly polské lehké jízdy. 

## Historie
Jejich počátky lze vysledovat do let 1606–1611. Vrchní velitel polsko-litevských vojsk, korunní hejtman Jan Karel Chodkiewicz, přijal rozhodnutí naverbovat do vojska příslušníky loupeživých tlup na Litvě. Prostřednictvím vojenské služby měli být omilostněni, neměli však nárok na žold, měli bojovat pouze za podíl z kořisti. Za jejich velitele byl ustanoven plukovník Aleksander Józef Lisowski, který tehdy působil ve službách pretendenta ruského trůnu Lžidimitrije II. Lisowski z těchto lupičů sestavil oddíly doplněné Tatary a zběhlými kozáky. 
Během následných událostí polsko-ruské války se lisovčíci uplatnili jako průzkumné oddíly a nájezdníci, kteří nemilosrdně rabovali nepřátelské území. Při svých výpravách dorazili až k Bílému moři (kde roku 1614 vypálili město Severodvinsk a Nikolo-Korelskij monastýr) a na západní Sibiř. Sám plukovník Lisowski zahynul již roku 1616 při obléhání Starodubu. Velení lisovčíků po něm převzal nejprve Stanisław Czapliński, pod jehož velením dobyli Kursk, Bolchov a Smolensk, a od roku 1619 plukovník Walenty Rogowski. Po skončení války s Ruskem stav lisovčíků doplnili Poláci, Litevci, ale také mnoho Lipků, což byli Tataři usazení od 15. století na území polsko-litevského státu. Do oddílů byli přijímáni nejrůznější dobrodruzi a dokonce i omilostnění zločinci..
Lisovčíci následně zasáhli do třicetileté války (1618–1648). Na základě tajné dohody mezi polským králem Zikmundem III. a císařem Svaté říše římské Ferdinandem II. byli lisovčíci roku 1619 vysláni na pomoc katolickým oddílům. Lisovčíci vpadli do Uher a 22. listopadu 1619 porazili u Humenného sedmihradské oddíly Jiřího I. Rákócziho. V únoru 1620 vpadli lisovčíci přes Slezsko na Moravu, kde byli pokládáni za tatarské nájezdníky. Na Moravě zpustošili okolí Holešova, Fryšták, Malenovice a další osady, ale sám Holešov zůstal díky zásahu katolického kněze Jana Sarkandera ušetřen. Sám Sarkander (podle jiných zpráv však spíš holešovský zámecký kaplan p. Samuel Tuček) vedl vstříc nájezdníkům procesí. Lisovčíci instruovaní napadat protestanty a šetřit katolíky, se podle pověsti přidali ke zpěvu a modlitbám, poklonili se monstranci, jíž kněz držel v ruce a odjeli pryč. Na základě této události byl Jan Sarkander protestantskými šlechtici obviněn z toho, že na příkaz Ladislava Popela z Lobkovic lisovčíky na Moravu pozval. Toto obvinění se stalo Sarkanderovi osudným: když odmítl vypovídat proti Lobkovicovi (a nevyzradil zpovědní tajemství), byl 17. března 1620 v Olomouci umučen k smrti. Pozdější vyšetřování prokázalo Sarkanderovu nevinu. Vyslání lisovčíků na Moravu domluvil císařský vyslanec Michael Adolf z Althanu. 
Lisovčíci následně pronikli do Rakouska, kde 4. března porazili v bitvě u Kremže oddíly dolnorakouských stavů a někteří z nich se dostali až k řece Innu. Pod velením Stanisława Rusinowského zasáhli i do bitvy na Bílé hoře, kde svým razantním útokem proti uherské jízdě ovlivnili konečné vítězství katolické armády. Roku 1621 někteří z lisovčíků pod vedením Stanisława Stroynowského vstoupili do služeb bavorského kurfiřta Maxmiliána I., zatímco většina z nich, včetně plukovníka Rusinowského, se vrátila do Polska. Zde se zapojili do právě probíhající polsko-turecké války (1620–1621), kde se vyznamenali zejména v bitvě u Chotyně. 
Roku 1623 však zaútočili do Slezska, kde např. vypálili ženský klášter v Trzebnici a znásilnili jeho obyvatelky. Kníže Jindřich Václav, z minstrberské Ziębice větve Poděbradů, však jejich útok odrazil a dokonce zajal jejich velitele Stanisława Stroynowského, který byl následně polskými úřady označen za psance, uvězněn a roku 1626 zabit. Část lisovčíků však bojovala ještě v polsko-švédské válce o Livonsko (1626–1629) a ve 30. letech 17. stol. se vzbouřenými kozáky na Ukrajině. 
Na jaře 1622 byli lisovčíci přítomni na Moravě, 17. března vyplenili městečko Ždánice a zavraždili zde českobratrského faráře Jana Beránka. Existují rovněž kusé zprávy o bojích lisovčíků se vzbouřenými Valachy na východní Moravě v letech 1623–24, během těchto událostí lisovčíci např. vyplenili Štramberk a Hranice na Moravě.
Lisovčíci, kteří vstoupili do bavorských a císařských služeb, se ukázali být prakticky nezvladatelní. Jejich krutost a plenění nabývaly takových rozměrů, že šokovaly i současníky, přivyklé drsnému způsobu života v tehdejších časech. Často se uvádí, že dobíjeli své zraněné nebo nemocné spolubojovníky, aby nepadli živí do rukou nepříteli a nemohli vyzradit chystané přesuny a útoky oddílu. Dodnes je připomínají některá polská lidová rčení, např. „Co hultaj, to lisowczyk“ – tj. „Co lotr, to lisovčík“, „To prawdziwy lisowczyk“ – tj. „To je opravdový lisovčík“ (tj. surový, neurvalý člověk). Roku 1635, tedy ještě před uzavřením vestfálského míru, byl jejich sbor v císařském vojsku rozpuštěn a zbylí lisovčíci, po cestě loupící, se přes Čechy vrátili do Polska. Přitom mj. vyplenili Kraslice a Nejdek.
Poslední známý údaj o lisovčících se týká jejich velitele Mikołaje Moczarského, který padl v prosinci roku 1637 nedaleko Čerkas na Ukrajině v boji se vzbouřenými záporožskými kozáky hetmana Pavljuka.

## Výzbroj a vzhled
Lisovčíci bojovali vystrojeni a vyzbrojeni v polském, případně tatarském stylu. K jejich výzbroji patřila šavle, reflexní (tatarský) luk, který nosili uložen v sahajdaku (zvláštním koženém pouzdře u pasu lučištníka), zčásti používali i pistole s kolečkovým zámkem, arkebuzy a bandolety, méně často kopí, palcáty a bojová kladiva (nadziaky). Většinou nosili přilby orientálního typu (šišáky, misiurky) a nepříliš velké kulaté štíty, vzácně i kroužkovou zbroj. Během válečných tažení svou výzbroj doplňovali ukořistěnými zbraněmi a oděvními součástkami jiných armád (v čemž se ostatně příliš neodlišovali od jiných žoldnéřů), až je kronikář nazval „pestrým kvítím ze zahrady císařské“. 

## Zajímavosti
Jako heslo lisovčíků bývá uváděno: „Ryczerska sluźba ojczyźnie zmazuje viny“: „Rytířská služba vlasti smazává viny“. 
S lisovčíky bývá spojována píseň Duma rycerska, poprvé zaznamenaná Adamem Czahrowskim roku 1599, tedy ještě před vytvořením lisovčíků.
| Polsky | Česká verze |
| Powiedz, wdzięczna kobzo moja, Umie-li co duma twoja? Cóż może być piękniejszego Nad człowieka rycerskiego?            | Pověz, milá kobzo moje, umí-li to nota tvoje, co krásnější může býti nad rytířské, volné žití?                  |
| Cóż nad pograniczne kraje Kędy, skoro lód roztaje, Ujrzysz pola nieprzejrzane, Młodą trawą przyodziane.                | Nad ty pohraniční kraje, kde, jen co led zjara taje, pláně spatříš nezorané, mladou trávou ozdobené.            |
| Ujrzysz dąbrowy rozwite, Ujrzysz ptactwo rozmaite, Zwierzu stada niezliczone I ryb roje niezłowione.                   | Uzříš doubravy rozvité, spatříš ptáčky rozmanité, zvěře stáda nespočetná rybí hejna nelovená.                   |
| Gdzie czasem wieśniak ochoczy Łowiąc sieci swoje toczy, Albo na straż wyprawiony Strzela źwierz strzelec ćwiczony.     | Rybář kde síť rozhazuje a s úlovkem domů pluje nebo s lukem pohotový lovec střelami zvěř loví.                  |
| Lub przez niemienione progi Dnieprowy kozak ubogi Czółnem płynie nie bez strachu, Chudoju żyw sołomachu.               | Přes peřeje rozbouřené kozácký člun Dněpr žene, kozák pluje, ne bez strachu, žvýká suchou solomachu.            |
| Husarz zasię w mocnej zbroi Warownym obozem stoi, Który po szczupłym obiedzie Straż zarazem swą zawiedzie,             | Husar zase v lesklé zbroji hrozivě na stráži stojí, když si ale hledí jídla, strážný všechno neuhlídá.          |
| W tym próbuje w kole koni, Lub kopiją pierścień goni, A kiedy zaś trwoga przyjdzie, Z trzaskiem z obozu wynidzie,      | Hned se činí v sedlech koní, hned zas kopím prsten honí A když trubač poplach hlásí, směle do boje vyráží       |
| Pod świetnymi chorągwiami, Głośny trąbą i bębnami, Bieży pochylony lasem Dla sławy, dla zysku czasem.                  | Pod slavnými korouhvemi, s bubeníky, polnicemi ženou koně, slávy chtiví, za kořistí jako diví.!                 |
| Tam młódź harce swoje zwodzi, A zaś we krwi często brodzi, Pałasz kładzie w poszwę krwawy, Cedząc zaś krew za rękawy.  | Mladík, co se v šermu cvičil, životy teď v bitvě ničí, krvavý meč v pochvu vkládá, vlastní krev mu skrápí záda. |
| Drugiego też bystra strzała W sercu skrwawionym ostała. Trzeci końmi podeptany Polega czasem bez rany.                 | Jednomu meč život bere, druhý neunikne střele Třetí padl, ne však zbraní, zůstal koňmi udupaný.                 |
| Za tym jedna przełomiona Nazad ustępuje strona, A zwycięzca niebłagany W tył srogie zadaje rany.                       | Poražená, rozehnaná, ustupuje naše strana vítěz nezná slitování: ze všech stran se snáší rány!                  |
| A w tym do łupu zebrane Rycerstwo zaś spracowane Obraca się z trudu swego, Dając chwałę Bogu z tego,                   | Už jsme v pasti obklíčeni, nepřítelem pobíjení k obraně sbíráme síly Bože, pomoz v těžké chvíli!                |
| Dziękując czasem z wygrania, A podczas też więc przegrania. Na jakąż więc stronę stanie, Bądź zawsze pochwalon, Panie. | Ať již bitvu vyhrajeme nebo z prohry vyvázneme ať jim či nám štěstí padne – buď za vše pochválen, Pane.         |
| Boże, który masz w swej pieczy Ludu rycerskiego rzeczy, Chudy żołnierz prosi Ciebie, Odpłać mu te nędzę w niebie.      | Bože, jenž se díváš shůry, prostý voják, v srdci chmury, prosí tebe, ne bez bázně: v nebi oplať nám ty strázně. |